# 簡肇棟
簡 肇棟（かん ちょうとう、ジエン ジャオドン、1955年〈民国44年〉8月18日 - 2024年11月29日）は、中華民国（台湾）の政治家、元内科医、放射線科医。民主進歩党所属の元立法委員。

## 経歴
台中一中、中山医学院医学系卒。中興大学国際政治研究所修士。卒業後は中山医学院附属病院内科主治医、放射線科主任、大里菩提病院院長、医師公会全国連合会秘書長を歴任した。1998年の大里市長選挙に42歳で初当選した。
2001年の第5回立法委員選挙では台中県選挙区から出馬し、初当選した。2004年の第6回立法委員選挙にも再選を目指して出馬したが、落選した。
2008年の第7回立法委員選挙では、選挙区の再編により台中県第三選挙区から出馬したが、国民党候補の江連福に敗れ再び落選した。
2009年10月9日、江連福が投票買収により選挙無効の判決が下され、翌年1月9日の補欠選挙で55%以上の得票率を獲得し当選した。
2011年9月11日深夜、簡は台中市大里区で車を運転中、路上に倒れていた飲酒男性をはねて死亡させ、そのまま車で逃走した。9月13日に逮捕され、罪を自白した。簡は同日夜に記者会見を開き、被害者遺族に謝罪し立法委員を辞職した。後はひき逃げによる過失致死などの罪で懲役1年3か月、執行猶予3年の判決を受けた。現職立法委員の過失致死事件は台湾政界に衝撃を与えた。
2024年11月29日の朝、2か月前に見つかった食道癌の胃転移により、昏睡中に死去。70歳没。

## 選挙記録
| 年度 | 選挙                  | 選挙区           | 所属政党   | 得票数 | 得票率 | 当選 | 注釈       |
| ---- | --------------------- | ---------------- | ---------- | ------ | ------ | ---- | ---------- |
| 1998 | 第3回大里市長選挙     | 台中県大里市     | 民主進歩党 | 29,179 | 51.06% |      |            |
| 2001 | 第5回立法委員選挙     | 台中県選挙区     | 民主進歩党 | 38,791 | 5.86%  |      |            |
| 2004 | 第6回立法委員選挙     | 台中県選挙区     | 民主進歩党 | 28,300 | 4.48%  |      |            |
| 2008 | 第7回立法委員選挙     | 台中県第三選挙区 | 民主進歩党 | 61,927 | 45.04% |      | 選挙区再編 |
| 2010 | 第7回立法委員補欠選挙 | 台中県第三選挙区 | 民主進歩党 | 63,335 | 55.02% |      |            |